# Albrecht Sándor
Albrecht Sándor (Arad, 1885. augusztus 12. – Pozsony, 1958. július 30.) zeneszerző, orgonaművész, karnagy.

## Életpályája
1895–1903 között a pozsonyi Királyi Katolikus Gimnáziumba járt, ahol megismerkedett és összebarátkozott Bartók Bélával. A budapesti Liszt Ferenc Zeneművészeti Főiskolán Koessler János (1853–1926), Thomán István (1862–1940) és Bartók Béla (1881–1945) növendéke volt 1903–1907 között. A főiskola befejezése után külföldön járt; 1907–1908 között a bécsi egyetemen jogot, valamint Ditrichnél orgonálni tanult. 1908–1921 között a pozsonyi székesegyház orgonistája, és a pozsonyi városi iskola zenetanára volt. 1921–1949 között a pozsonyi székesegyház karnagya volt. 1921–1958 között az iskola igazgatója volt.
1958. augusztus 30-án, nem sokkal 73. születésnapja után öngyilkos lett.

### Stílusa
Zeneszerzői pályafutását a Budapesti Akadémián kezdte. Tanára, Koessler János a klasszikus zeneszerzői elveket igyekezett tanítványaiba sulykolni, de kortársai modern kompozícióiban is inspirációt talált. Tanulmányozta Igor Stravinsky, Gian Francesco Malipiero, Darius Milhaud, Max Reger, Claude Debussy és mások műveit. Már fiatalkori műveiben, mint például az Andante con moto orgonára, a Zongoraszvit vagy a D-dúr vonósnégyes, fokozatosan fejlesztette ki eredeti zenei nyelvezetét. Kompozícióira némileg a szecesszió is hatott.
Az 1925–1928 közötti időszakban sikerült kialakítania saját kompozíciós nyelvezetét, amely leginkább az 1925-ös Tizenegy hangszeres szonatinában nyilvánul meg. Később új stilisztikai találmányainak és ötleteinek alkalmazására összpontosított. Ebből az időszakból a legértékesebb kompozíciók a fuvolára, oboára, klarinétra, fagottra és zongorára írt kvintett és az egytételes szimfónia.
Utolsó zeneszerzői időszakában főként régebbi kompozícióinak átiratain dolgozott.
Ő volt a modern szlovák zene első képviselője.
Széles körű munkásságot fejtett ki a város zenekultúrájának fejleszlésében. Énekkari, szimfonikus, kamarazenei, orgona- és zongoraművei, dalai leginkább Németországban kerültek bemutatásra, s Kölnben jelentek meg.

## Családja
Szülei: Albrecht János (1852–1926) és Vaszary Mária (1864–1913) voltak. Felesége, Fischer Margit volt.

## Művei
- Bartók Béla–ahogy én ismertem (Muzsika, 1958–1959)

## Fordítás
- Ez a szócikk részben vagy egészben  az   Alexander Albrecht című angol Wikipédia-szócikk ezen változatának fordításán alapul.  Az eredeti cikk szerkesztőit annak laptörténete sorolja fel. Ez a jelzés csupán a megfogalmazás eredetét és a szerzői jogokat jelzi, nem szolgál a cikkben szereplő információk forrásmegjelöléseként.